# Аркуа Полезине
Аркуа̀ Полѐзине (на италиански и на венециански: Arquà Polesine) е малко градче и община в Северна Италия, провинция Ровиго, регион Венето. Разположено е на 8 m надморска височина. Населението на общината е 2837 души (към 2012 г.).